# Seyyedlar-e Qūzī
Seyyedlar-e Qūzī (persiska: سيدلر سفلى, سِيِّدلَرِ پائين, Seyyedlar-e Soflá, سيدلر قوزی) är en ort i Iran.   Den ligger i provinsen Östazarbaijan, i den nordvästra delen av landet, 500 km nordväst om huvudstaden Teheran. Seyyedlar-e Qūzī ligger 1 035 meter över havet och antalet invånare är 209.
Terrängen runt Seyyedlar-e Qūzī är lite bergig. Runt Seyyedlar-e Qūzī är det ganska glesbefolkat, med 27 invånare per kvadratkilometer. Närmaste större samhälle är Hūrānd, 16,9 km sydost om Seyyedlar-e Qūzī. Trakten runt Seyyedlar-e Qūzī består i huvudsak av gräsmarker.